# والتر جورج ميتشيل
والتر جورج ميتشيل هو محامي وسياسي كندي، ولد في 30 مايو 1877 في كندا، وتوفي في 3 أبريل 1935 في مونتريال في كندا. حزبياً، نشط في الحزب الليبرالي الكندي وحزب كيبيك الليبرالي. وقد انتخب عضو الجمعية الوطنية في كيبك ‏ وانتخب عضو مجلس العموم الكندي.